# Davenport Locomotive Works
Die Davenport Locomotive Works waren ein Hersteller von kleinen Rangierlokomotiven in den Vereinigten Staaten mit Firmensitz in Davenport (Iowa). Das 1904 gegründete Unternehmen wurde 1933 zur Davenport Besler Corportation und 1955 an die Canadian Locomotive Company verkauft.

## Geschichte
1901 begann die W. W. Whitehead Company in Davenport die Herstellung von Lokomotiven und ab 1902 diejenige von Kleinlokomotiven. 1904 wurde der Name des Unternehmens in Davenport Locomotive Works geändert. Im Jahr 1933 wurde es umstrukturiert und zur Davenport-Besler Corporation. Danach entwickelte sich das Unternehmen zu einem internationalen Lieferanten von Kleinlokomotiven. Außerdem wurden Schneepflüge, Graugussteile und Gesenkschmiedeteile hergestellt. Weiter betrieb die Davenport-Besler Corporation ein Hammerwerk, Behälterbau und Stahlbau.
Auf dem Werkareal waren etwa anderthalb Kilometer Gleise verlegt, auf denen die internen Transporte zwischen den verschiedenen Abteilungen mit einer eigenen Lokomotive und eigenen Wagen abgewickelt wurden. In den zwanziger und dreißiger Jahren entwickelte Davenport-Besler eine Diesellokomotive, die in Amerika und im Ausland eine große Akzeptanz hatte.
Während des Zweiten Weltkriegs stellte Davenport-Besler Lokomotiven für die Kriegseinsätze und wurde deshalb im November 1943 mit dem Army-Navy „E“ Award für herausragende Leistungen in der Kriegsproduktion ausgezeichnet. In den 1950er-Jahren übernahm Davenport-Besler das Lokgeschäft vom namhaften Industrielokhersteller H.K. Porter.
Im Mai 1955 erwarb eine Investorengruppe unter der Leitung des lokalen Unternehmers Glenn L. Seydel aus Davenport das Unternehmen. Am 17. Mai 1956 schloss das Werk in Davenport unter Berufung auf eine „starke Wettbewerbssituation“ und den fünfeinhalbmonatigen Westinghouse-Streik, der die Lieferung der im Werk benötigten Teile verzögerte.